# Boves (Somme)
Boves település Franciaországban, Somme megyében. Lakosainak száma 3273 fő (2022. január 1.). Boves Cottenchy, Blangy-Tronville, Cagny, Fouencamps, Gentelles, Glisy, Longueau, Sains-en-Amiénois, Saint-Fuscien és Thézy-Glimont községekkel határos.

## Népesség
A település népességének változása:
| Lakosok száma | 3104 | 3172 | 3192 | 3228 | 3281 | 3335 | 3306 | 3273 |
|               | 2015 | 2016 | 2017 | 2018 | 2019 | 2020 | 2021 | 2022 |